# ريتشارد غيلر
ريتشارد غيلر (بالفرنسية: Richard Geller)‏ هو فيزيائي فرنسي، ولد في 25 أبريل 1927 في فيينا في النمسا، وتوفي في 1 يوليو 2007 في غرونوبل في فرنسا.